# 法兹勒·拉赫曼·汗
法兹勒·拉合曼·汗 （1929年4月3日—1982年3月27日），是一位孟加拉裔美國人結構工程師與建築師，為摩天大樓發展開創出重要的結構體系。
他被譽為管狀結構之父，並且是電腦輔助設計（CAD）先驅之一。他設計了當時全球最高建築——前稱「西爾斯大廈」的威利斯大廈，以及高達100層的約翰·漢考克中心。作為芝加哥SOM建築設計事務所的合夥人，汗在20世紀後半引領了摩天樓建設的復興，被譽為「結構工程界的愛因斯坦」與「20世紀最偉大的結構工程師」，他開創的結構體系，至今仍為現代摩天大樓設計與建造的基礎。 為表彰其貢獻，高層建築與都市人居理事會特設立「法兹卢尔·汗終身成就獎」。
儘管最知名於摩天大樓設計，但汗也參與了其他類型建築，包括朝覲航廈、麥克馬斯－皮爾斯太陽望遠鏡以及數座體育場館。

## 生平

### 家庭背景
汗於1929年4月3日出生於達卡，當時隸屬於英屬印度的孟加拉管轄區（今孟加拉國），出身於一個孟加拉穆斯林家庭。
汗自幼在福里德布尔专区的希布恰尔乌帕齐拉汗巴里成長。其父親阿卜杜爾·拉赫曼·汗為中學數學教師及教科書作者，後來擔任孟加拉地區公共教育指導長（Director of Public Instruction），退休後成為賈甘納塔學院首任校長。母親卡蒂賈·哈通（Khadijah Khatun）出身於蘇賈納格爾烏帕齊拉的杜萊莊園，為當地著名贊明達爾（孟加拉貴族地主）阿卜杜勒·巴西特·喬杜里（Abdul Basit Chowdhury）之女，其祖先可追溯至來自突厥斯坦撒馬爾罕的移民。
汗的叔父阿卜杜勒·哈基姆·汗是科米拉知名扎明達爾賽義德·阿卜杜勒·賈巴爾（Syed Abdul Jabbar）的女婿。

### 早年生活和教育

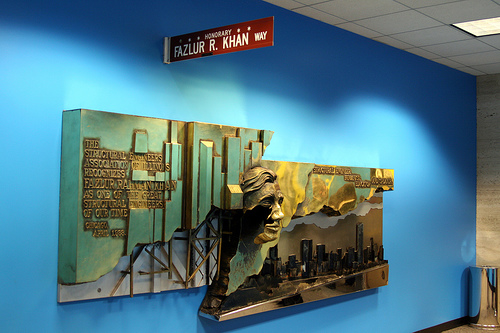
設置於威利斯大廈的{法兹卢尔·拉赫曼·汗紀念雕像

汗曾就讀於達卡的阿爾瑪尼托拉政府中學（Armanitola Government High School）。隨後，他前往位於西孟加拉施布爾的孟加拉工程與科學大學（今為印度施布爾工程科學技術學院）修習土木工程，並於阿赫桑烏拉工程學院（今孟加拉工程技術大學）取得土木工程學士學位。憑藉傅爾布萊特獎學金及孟加拉政府的獎學金資助，他於1952年前往美國深造。期間，他在伊利諾大學香檳分校攻讀結構工程與理論與應用力學，三年內獲得兩個碩士學位，並取得結構工程博士學位。其博士論文題為《矩形預力混凝土樑之各設計準則間關係的解析研究》。

### 職業生涯
1955年，汗加入SOM建築設計事務所，並在位於芝加哥的辦公室工作，於1966年晉升為合夥人。他職涯後半段與建築師布魯斯·格雷厄姆密切合作。
當時，汗的故鄉達卡尚未有高於三層樓的建築。他直到21歲才首次親眼見到摩天大樓，並且在赴美攻讀研究所之前，從未踏入過中高層建築。儘管如此，達卡的生活環境深刻影響了他的「管狀結構」建築理念，此理念靈感來自當地隨處可見的竹子。他發現竹子中空的結構，有助於摩天大樓實現垂直方向的高穩定性。
此期間，汗提出多項創新設計方法與概念，提升建築材料的使用效率。他首度運用「管狀結構」的建築作品為栗子街-德威特公寓大樓。
1960至1970年代，汗憑藉設計芝加哥的百層大樓約翰·漢考克中心及110層的西爾斯大廈（今威利斯大廈）聞名全球，後者自1973年至1998年曾為世界最高建築。他主張工程師應具備更廣闊的人文視野，曾表示：「技術人員不應迷失於自身的技術中；他應該理解生活，而生活就是藝術、戲劇、音樂，更重要的是——人。」
汗生前大部分個人文件皆保存於其辦公室，目前由芝加哥藝術博物館所屬的萊爾森與伯納姆圖書館收藏。該館的「法兹卢爾·汗檔案」包含手稿、草圖、錄音帶、幻燈片及其他與其建築工作相關的資料。
1971年孟加拉国解放战争期間，汗積極參與輿論塑造並籌募緊急資金以支援孟加拉人民。他創立了總部設於芝加哥的孟加拉緊急福利呼籲組織（Bangladesh Emergency Welfare Appeal）。

### 逝世

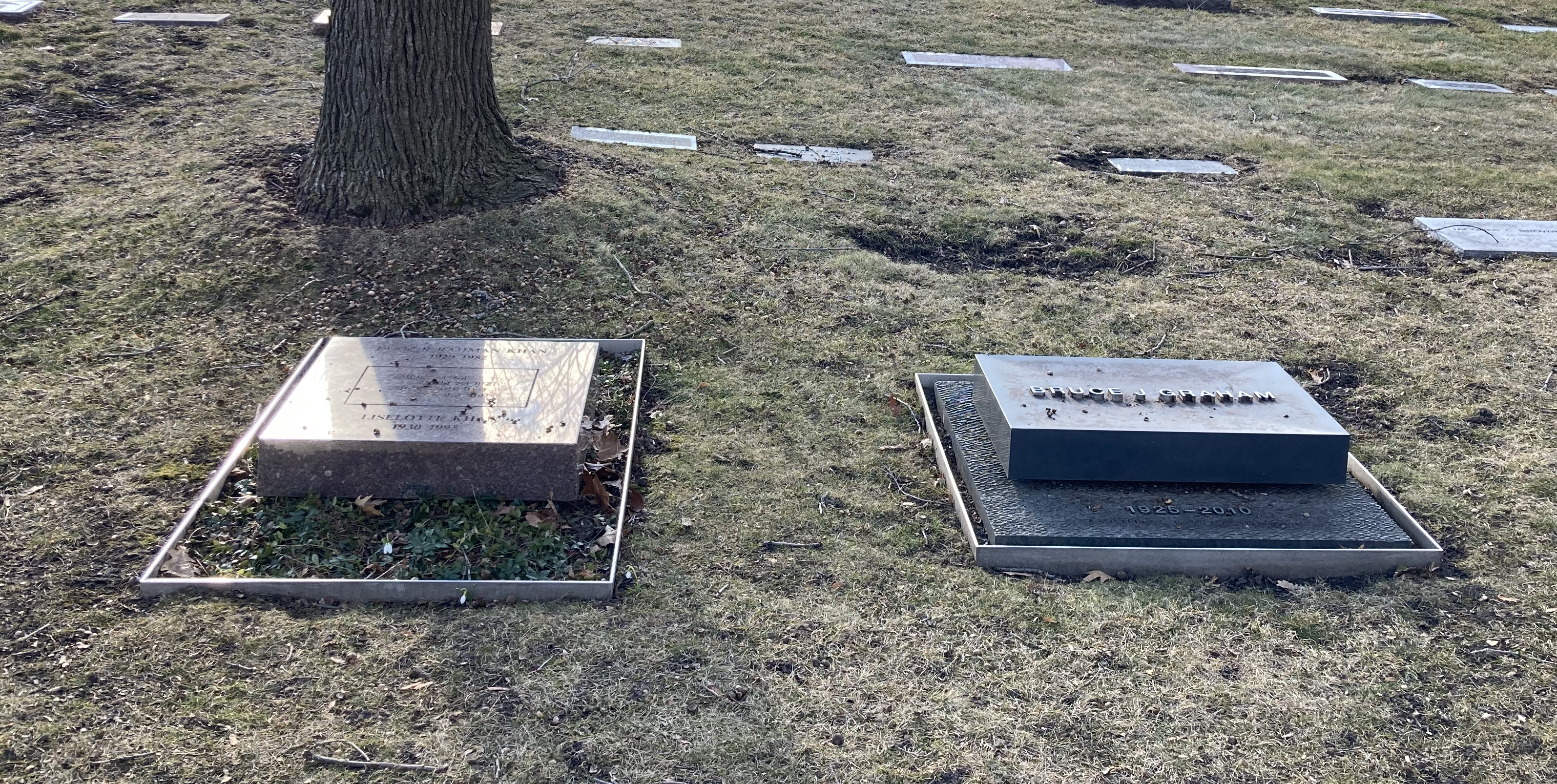
汗與布魯斯·格雷厄姆（Bruce Graham）合葬於芝加哥格雷斯蘭墓園

汗於1982年3月27日在沙烏地阿拉伯吉達出差期間因心臟病發逝世，享年52歲，當時擔任SOM建築設計事務所的普通合夥人。其遺體被運回美國，安葬於芝加哥格雷斯蘭墓園。

### 個人生活
作為休閒娛樂，汗喜愛以孟加拉語演唱羅賓德拉納特·泰戈爾的詩歌歌曲。他的妻子莉瑟洛特（Liselotte）為奧地利移民，兩人育有一女，女兒於1960年出生。 1967年，汗取得美國國籍，成為美國公民。
汗終其一生信奉伊斯蘭教，去世時仍為穆斯林。

## 創新
汗發明了管狀結構。筒結構是指高層建築的中央部分，為一個垂直於地面的空心圓柱體，這種結構在受力方面非常有利，能有效抵抗風力、地震及其他橫向載荷。汗發現，長期以來主導高層建築設計的剛性鋼結構並非摩天大樓唯一適用的結構系統，因此這項發現開啟了摩天大樓建築的新紀元。
汗在高層建築結構系統的貢獻，至今仍為設計摩天大樓的核心依據。自汗提出管狀結構系統以來，該結構方式已廣泛應用於多座摩天大樓，包括世界贸易中心的建造过程、怡安中心、雙峰塔、金茂大廈、中銀大廈以及自1960年代以來大多數超過40層的摩天大樓。
《每日電訊報》評論家史蒂芬·貝利（Stephen Bayley）指出：
 
汗發明了一種建造高樓的新方式……因此，法茲魯爾·汗創造了非傳統的摩天大樓。他顛覆了鋼架結構的傳統邏輯，認為建築的外部包層可以在足夠的桁架、框架與支撐下，直接成為結構本身，從而使建築更加輕巧。「束狀管」的出現，使建築不再侷限於盒狀外觀，而能成為宛如雕塑般的藝術品。汗的卓越洞察力，甚至在歐巴馬總統於开罗大学的演說中被特別提及，改變了超高層建築的經濟性與形態學，促成了哈利法塔的誕生：在比例上，哈利法塔所使用的鋼材量，可能只有帝國大廈的保守估計一半……哈利法塔是其大膽輕量化設計理念的極致展現。

### 管狀結構

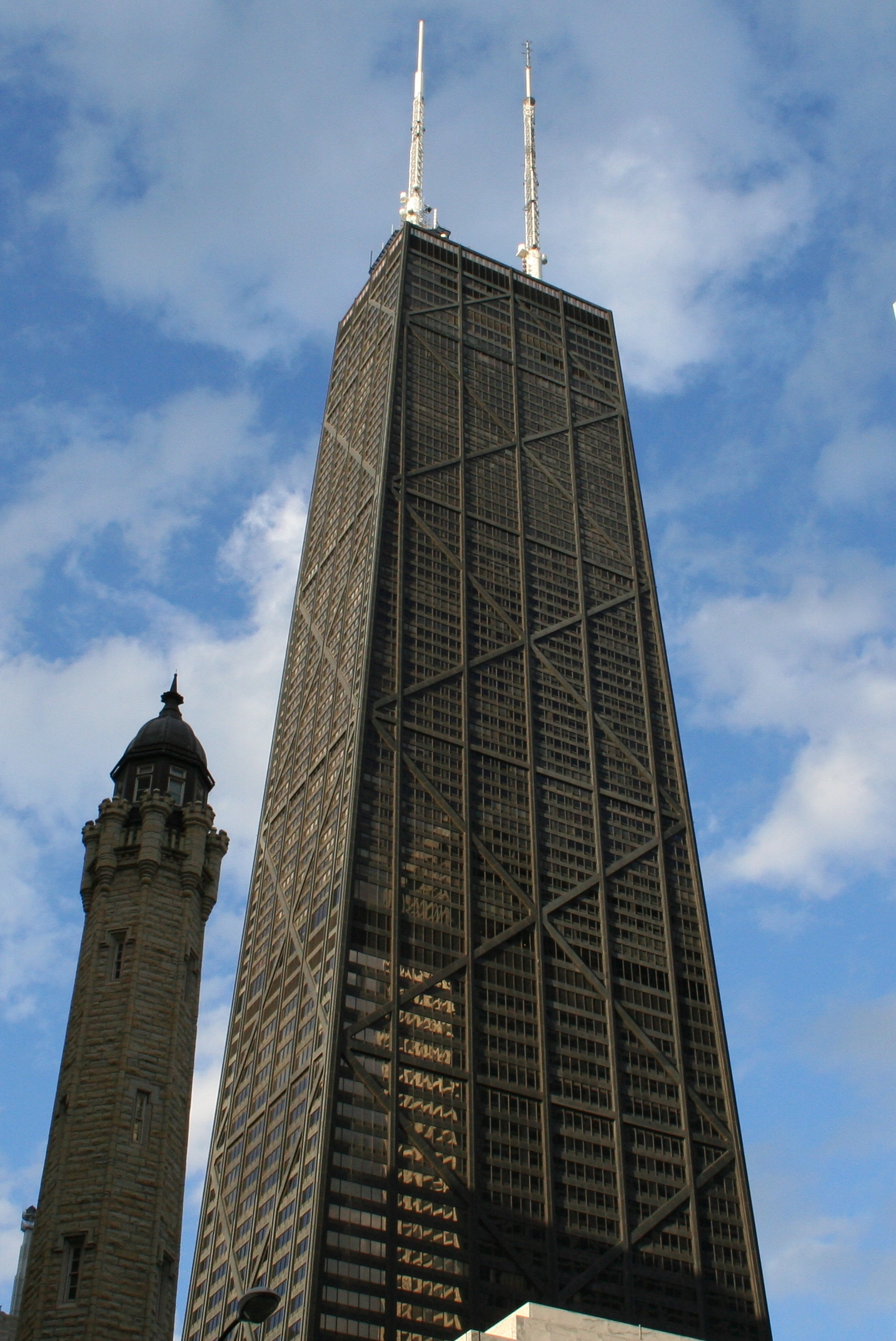
約翰·漢考克中心為世界首座混合用途摩天大樓，完工時曾為世界第二高樓。該建築展現了超越當時傳統設計與技術的高效率摩天樓建造可能性。

汗在摩天大樓設計與建造領域的核心創新，是提出用於高層建築的管狀結構系統概念，涵蓋「框架管」（framed tube）、 「桁架管」（trussed tube）與「束狀管」（bundled tube）等變體。他的「管狀理念」將建築物的外圍結構視為一個薄壁管模擬系統，徹底革新了高層建築的設計模式。ㄏ自1960年代以來，大多數超過40層的摩天樓皆採用源自汗的管狀結構原理設計。
隨著建築高度增加，側向荷載（如風力、地震力）在結構中的影響顯著提升，風力尤為重要，地震等橫向力同樣不可忽視。管狀結構有效抵抗此類外力，具備高剛性且優於其他結構系統。
管狀系統不僅提升結構強度與效率，還大幅減少材料用量，從而提高經濟效益並降低環境衝擊。同時，該設計使建築能達到更高高度，並擴展內部空間及造型自由度，賦予建築師更大的創作彈性。此類創新設計為建築商、工程師、建築師與投資人帶來經濟機會，使有限土地上能創造大量不動產空間。汗是促使摩天大樓於沉寂三十年後重獲新生的重要工程師之一。
至今，管狀系統在建築高度上的潛力尚未達極限。此外，管狀系統可使用鋼材、鋼筋混凝土或複合結構建造摩天大樓。汗首創將輕質混凝土運用於高層建築，而在當時，鋼筋混凝土多應用於低層建築。
汗設計的多數建築專案均考慮元件的預製與重複性，從而加快施工速度並降低誤差。自1950年代起，由於嬰兒潮帶來的人口激增，居住空間不足問題日益嚴重，汗則藉由向上發展建築的方式來應對這一挑戰。 與其他20世紀工程師相比，法茲魯爾·拉赫曼·汗讓人們得以在「天空之城」中居住與工作。馬克·斯考基西安（SOM建築設計事務所結構與抗震工程主管）曾表示：「汗是一位遠見卓識的工程師，他將摩天大樓轉化為真正的天空之城，同時堅守工程學的根本原理。」

### 框架管
自1963年起，新興的管狀結構#框架管結構系統對摩天大樓的設計與建造產生深遠影響。汗將框架管定義為「由三個、四個或更多的框架、支撐框架或剪力牆組成的三維結構系統，這些框架位於建築物邊緣或接近邊緣處連接，形成一個垂直的管狀結構，能通過基礎的懸臂作用抵抗任意方向的側向荷載。」
密集且相互連結的外牆柱子構成此管狀結構，水平荷載（如風力、地震）由整體結構承受，約有一半的外牆表面可設置窗戶。框架管結構減少了內部柱子的數量，提升了樓面可用空間。束狀管結構則更適合超高層建築，有效減輕高度增加帶來的結構負擔。此系統還允許內部柱子縮細，建築核心區無需大型支撐框架或剪力牆，避免佔用寶貴樓面空間。若需大開口（如車庫門），則必須中斷管狀框架，並以轉移樑維持結構完整性。
首座採用管框架結構的建築為由布魯斯·格雷厄姆設計、汗負責結構工程的德威特-切斯納公寓大樓（後改名為德威特廣場），於1963年完工於芝加哥。 這項結構設計也成為後續世界貿易中心框架管系統的基礎。

### 桁架管與X型支撐

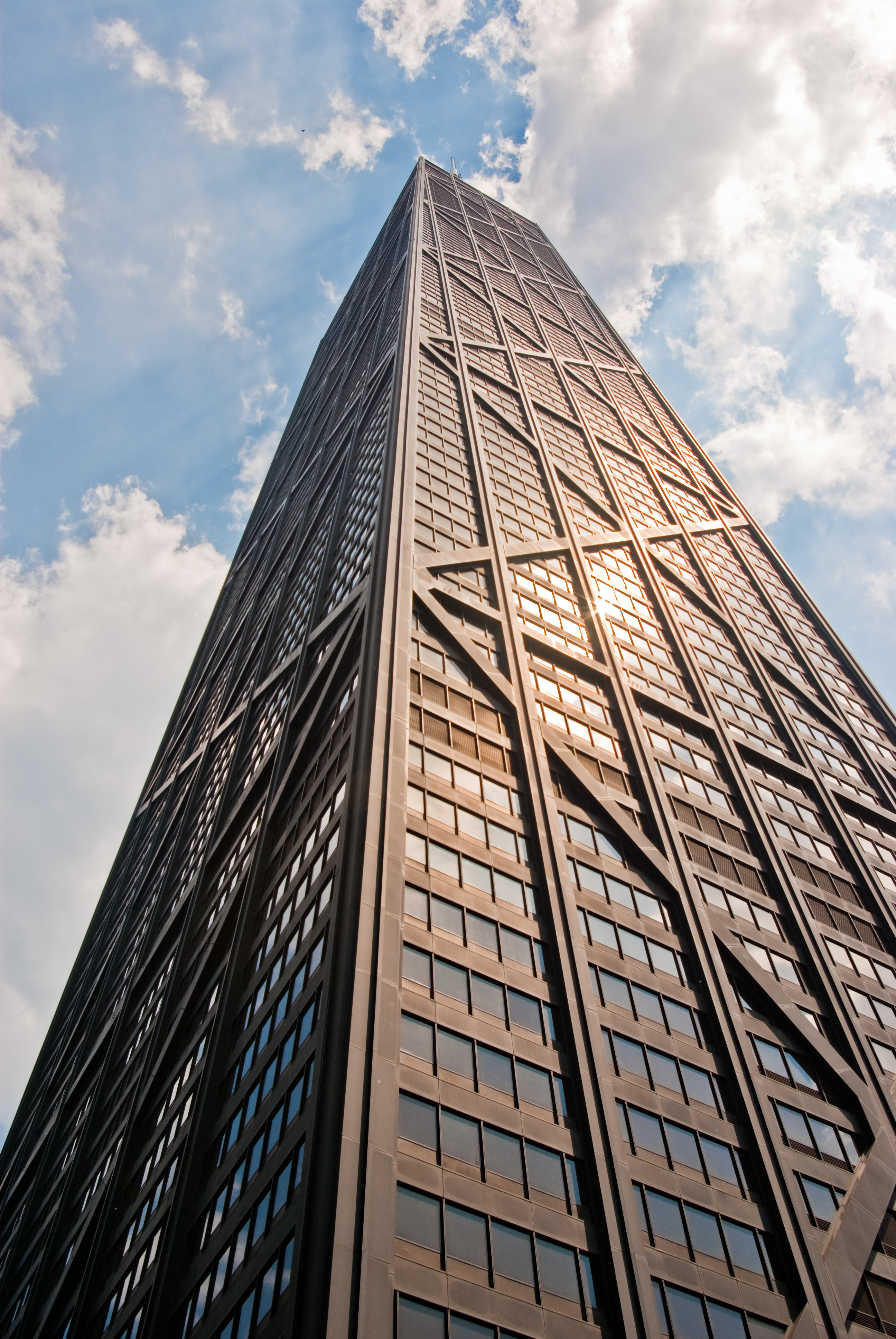
1960年，20層以上建築仍屬新穎。芝加哥約翰·漢考克中心以其獨特的外部X型支撐著稱，公寓甚至位於90樓。

汗亦創新發展了管狀結構的多種變體，其中之一即是在管狀結構外部引入X型支撐，形成所謂的桁架管系統。X型支撐能將側向荷載有效傳導至外圍柱子，減輕內部柱子的承載負擔，從而大幅提升可用樓面空間。汗於1965年設計芝加哥的約翰·漢考克中心時首次採用此外部X型支撐結構，明顯的X形支架成為該建築的顯著標誌。
與早期的鋼架結構相比，約翰·漢考克中心展現出卓越的材料使用效率。以1931年的帝國大廈為例，每平方米建築面積約需206公斤鋼材；而1961年竣工的自由街28号則約需275公斤鋼材；相比之下，約翰·漢考克中心僅耗用每平方米145公斤鋼材，展現出高度的結構優化。 桁架管設計理念隨後被廣泛應用於多座摩天大樓，如昂特里中心、花旗集團中心及中銀大廈。

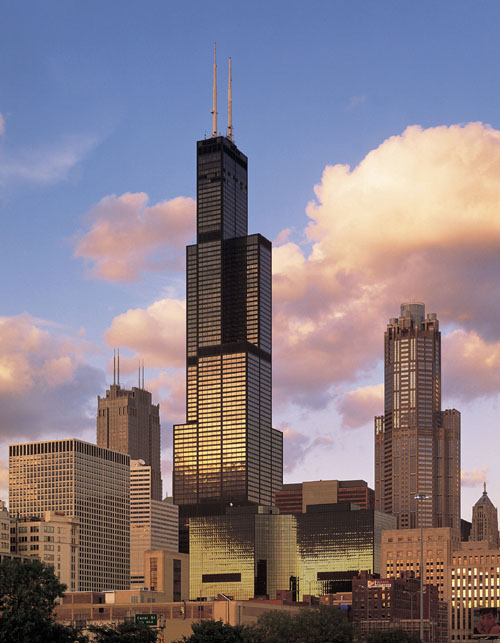
威利斯大廈由汗負責結構設計，布魯斯·格雷厄姆擔任建築師，曾為世界最高樓達25年。其設計採用束狀管結構系統。

### 束狀管
汗最具代表性的管狀結構變體之一為束狀管系統，該系統被運用於威利斯大廈與One Magnificent Mile等建築。束狀管不僅在經濟效益方面表現卓越，更為建築空間的多樣性帶來創新可能。高效的塔樓設計不再限於單一方盒形狀，管狀單元可組合成多樣形態，提供更多建築造型與功能上的彈性。

### 管中管結構
管中管系統除了採用外部的管狀結構外，還利用建築核心的剪力牆形成內管，內外管共同承受重力與側向荷載，提升結構剛性，防止頂端過度變形。此設計首次運用於一貝殼廣場。 其後，該系統亦被採用於雙峰塔。

### 外伸架與環帶桁架
外伸架與環帶桁架系統是一種側向荷載抵抗結構，管狀結構透過剛性極高的外伸架與環帶桁架，在一層或多層與核心剪力牆相連結。BHP大廈（墨爾本）為首座採用此結構系統的建築，隨後是位於密爾瓦基的第一威斯康辛中心。該大廈高度601英尺，底部、中部及頂部均設有三條環帶桁架。外露的環帶桁架不僅具結構功能，亦具有美學價值。 此系統後續被應用於包括上海環球金融中心等多座摩天大樓。

### 混凝土管結構
汗工程設計的最後兩座主要建築為芝加哥的One Magnificent Mile與昂特里中心，分別採用束狀管與桁架管系統。與其早期以鋼材為主的建築不同，這兩座建築採用了混凝土結構。汗於1963年建造的德威特-切斯納公寓大樓同樣為混凝土管狀結構。 此外，紐約市的川普大厦亦為混凝土管結構系統的代表作之一。

### 剪力牆框架交互系統

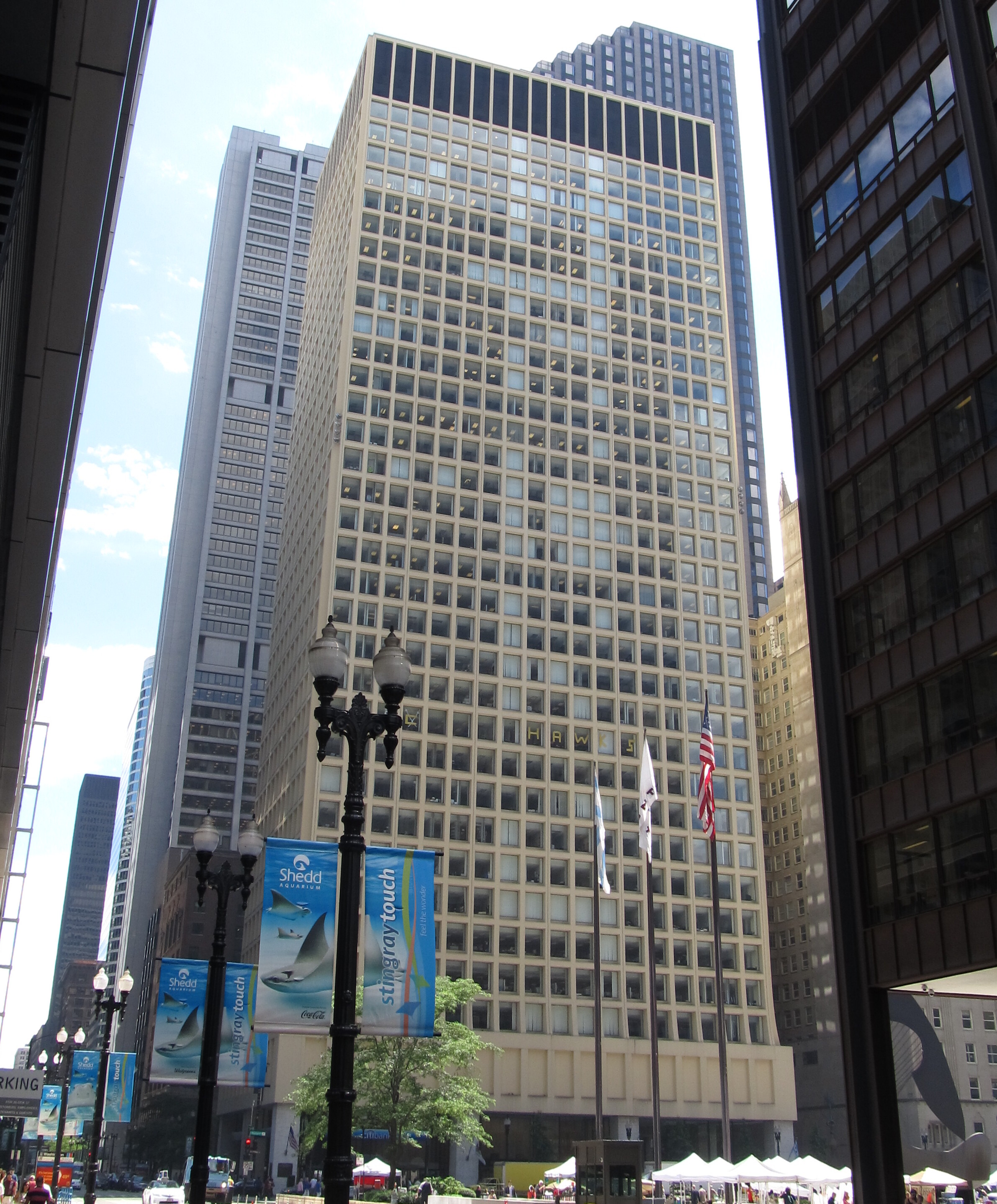
庫克郡行政大樓（原名「布倫瑞克大樓」），為首座採用汗剪力牆框架交互系統的建築

汗開發的剪力牆框架交互系統主要應用於中高層建築，結合剪力牆與框架結構以有效抵抗側向荷載。
該系統首見於1965年完工的35層庫克郡行政大樓（原名「布倫瑞克大樓」），當時為最高的鋼筋混凝土建築。其結構由混凝土剪力牆核心和外部混凝土柱及牆裙框架組成。此結構概念後續也被成功運用於最高可達70層的公寓大樓。

## 生命週期土木工程
汗與馬克·芬特爾（Mark Fintel）共同提出了「阻尼軟層」（shock absorbing soft-stories）的概念，旨在長期保護結構免受異常載荷，特別是強烈地震的影響。這一概念成為現代隔震技術系統的先驅。
該類結構在地震時的行為更為自然，傳統材料延展性的概念被允許在地面震動期間透過結構位移的機制所取代，從而保護材料的彈性。國際生命週期土木工程協會（IALCCE）設立了「法茲魯爾·拉赫曼·汗生命週期土木工程獎章」以紀念其貢獻。

## 其他作品

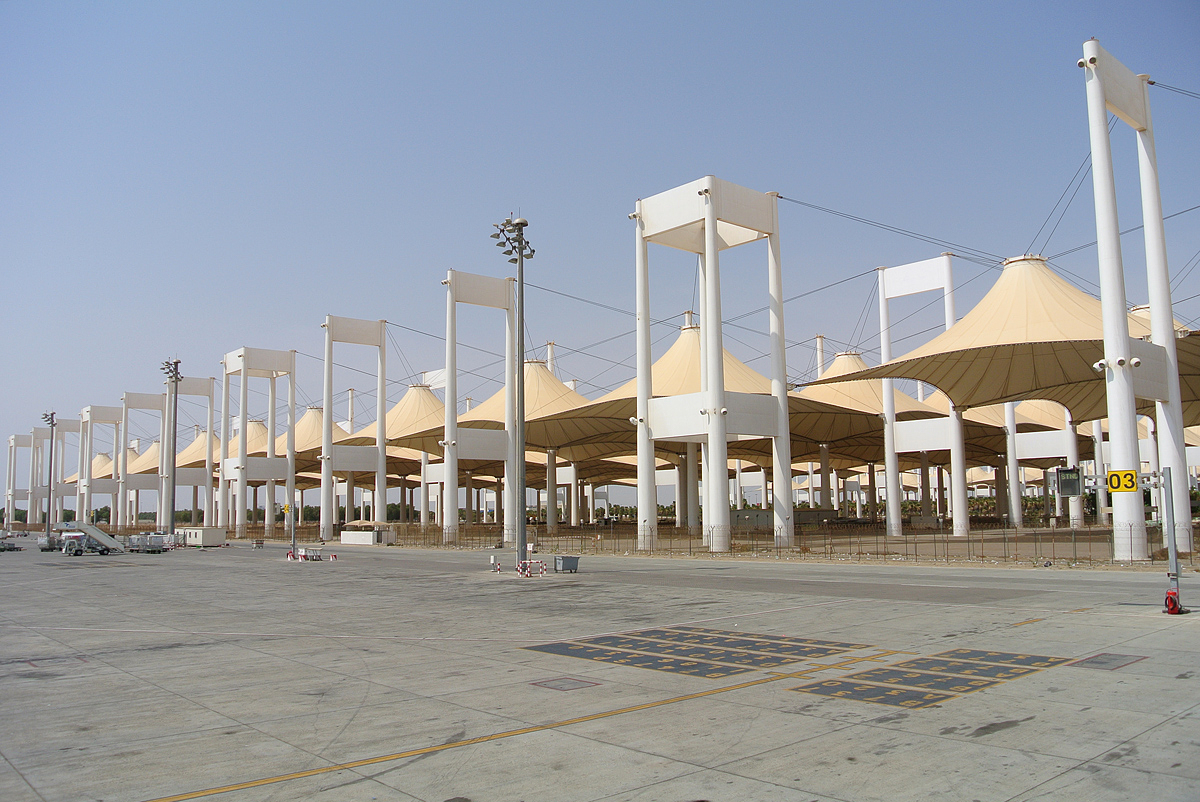
阿卜杜勒-阿齐兹国王国际机场朝覲旅客航廈

汗亦設計了多座著名建築，其中之一是於1981年完工的阿卜杜勒-阿齐兹国王国际机场朝覲航廈，該航廈的屋頂採用帳篷造型，平時可折疊收納。此建築曾獲得多項建築獎，包括阿迦汗建築獎，評審讚譽其為「對穆斯林建築的傑出貢獻」。 這種帳篷式的張力結構推動了以織物作為結構材料的理論與技術，促進了此技術在其他大型空間及航廈的應用。
此外，汗也參與設計了阿卜杜勒-阿齊茲國王大學、位於科羅拉多斯普林斯的美國空軍學院，以及明尼阿波利斯的休伯特·H·漢弗萊圓頂體育場。 他與格雷厄姆合作，為位於伊利諾州迪爾菲爾德的巴克斯特·特拉維諾實驗室開發了一種纜索懸吊屋頂系統。

## 結構工程與建築用電腦
1970年代，工程師開始大規模採用電腦進行結構分析。SOM建築設計事務所站在這項新技術發展的前沿，汗在其中貢獻卓著。格雷厄姆與汗遊說SOM合夥人購買大型主機電腦，這在當時是一項高風險的投資，因為相關技術尚處於起步階段。獲得同意後，汗著手編寫程式來計算結構工程方程，並進一步將此技術應用於建築繪圖。

## 作品列表
汗擔任結構工程師的代表建築包括：
 
- 麥克馬斯-皮爾斯太陽望遠鏡（英语：McMath–Pierce solar telescope），基特峰國家天文台，亞利桑那州，1962年[58]
- 迪威特-切斯納特公寓（英语：DeWitt-Chestnut Apartments），芝加哥，1963年
- 布倫瑞克大廈（英语：Brunswick Building），芝加哥，1965年
- 約翰·漢考克中心，芝加哥，1965–1969年
- 殼牌大廈（英语：One Shell Square），新奧爾良，路易斯安那州，1972年
- 威廉街140號大廈（英语：140 William Street）（前稱BHP大廈），墨爾本，1972年
- 西爾斯大廈，後改名威利斯大廈，芝加哥，1970–1973年
- 第一威斯康星中心（英语：First Wisconsin Center），後改名美國銀行中心，密爾瓦基，1973年
- 阿卜杜勒-阿齐兹国王国际机场朝覲旅客航廈（英语：Hajj Terminal），吉達，1974–1980年
- 阿卜杜勒-阿齊茲國王大學，吉達，1977–1978年
- 休伯特·漢弗萊體育館（英语：Hubert H. Humphrey Metrodome），明尼阿波利斯，明尼蘇達州，1982年
- One Magnificent Mile，芝加哥，1983年完工
- 昂特里中心（英语：Onterie Center），芝加哥，1986年完工
- 美國空軍學院，科羅拉多泉，科羅拉多州

### 獎項與講座席位
汗的其他重要成就包括：
- 獲得美國混凝土學會（ACI）頒發的瓦森獎章（1971年）及阿爾弗雷德·林道獎（1973年）；
- 美國土木工程師學會（ASCE）頒發的湯瑪斯·米德爾布魯克斯獎（1972年）及歐內斯特·霍華德獎（1977年）；
- 美國鋼結構協會頒發的金布魯獎章（1973年）；
- 英國結構工程師學會頒發的奧斯卡·法伯獎章（1973年）；
- 國際橋樑及結構工程協會（IABSE）頒發的國際卓越結構工程獎（1983年）；
  - 美國建築師學會頒發的卓越成就榮譽（1983年）；
- 伊利諾州結構工程師協會頒發的約翰·帕默獎（1987年）；
- 伊利諾州工程委員會頒發的伊利諾州工程名人堂（2006年）。

《工程新聞記錄》（Engineering News-Record）曾五度評選汗為對建築行業利益貢獻卓著人士，並於1972年授予其年度風雲人物獎。1973年，汗當選為美国国家工程院院士，並獲得西北大學、理海大學及瑞士苏黎世联邦理工学院的名譽博士學位。
「世界高層建築與都市人居學會將其終身成就獎章以汗命名，並設有其他多項以其命名的獎項，及利哈伊大學的專業講座席位。為促進相關教育與研究，「法茲魯爾·拉赫曼·汗結構工程與建築講座」特別設立以表彰其在工程技術與建築美學上的卓越貢獻。首任講座教授為丹·M·弗蘭哥波爾。
2009年，汗在時任美國總統贝拉克·奥巴马於埃及開羅的演說中被特別提及，讚揚美國穆斯林公民的傑出成就。
2017年4月3日，Google以Google涂鸦紀念汗，該日為其若在世即88歲的生日。

## 紀錄片
2021年，導演萊拉·卡茲米啟動一部關於汗生平與遺產的長篇紀錄片，片名為《登高遠眺：法茲魯爾·拉赫曼·卡恩與摩天大樓》（Reaching New Heights: Fazlur Rahman Khan and the Skyscraper）。該片由卡茲米的製作公司Kazbar Media負責製作，並獲得ITVS的開發支持，ITVS為PBS獨立紀錄片提供聯合製作協助。導演兼製片人為萊拉·卡茲米，副製片人為阿尼拉·古哈（Arnila Guha），紐約藝術指導為貝貢亞·洛佩茲（Begoña Lopez）。紀錄片的財務贊助由Film Independent提供。

### 書籍
- Weingardt, Richard G. . American Society of Civil Engineers. 2005. ISBN 978-0-7844-0801-8.
- Ali, Mir M. (2001). Art of the Skyscraper: The Genius of Fazlur Khan. Rizzoli International Publications, Inc., New York, NY, ISBN 0847823709

## 外部連結
- Fazlur Rahman Khan 藏品 — 南亞美國人數位典藏 (South Asian American Digital Archive, SAADA)
- Fazlur Rahman Khan 紀錄片專案
- Fazlur Khan 終身成就獎章 （页面存档备份，存于）
- 比爾·克林頓致函
- 普林斯頓大學展覽 的存檔，存档日期2021年1月24日，.